# 國立彰化師範大學教育學院
國立彰化師範大學教育學院，是國立彰化師範大學的七個學院之一，創立於1989年，為臺灣輔導、心理諮商和特殊教育領域的發源地。。

## 歷史
彰師大教育學院創立於1989年，為彰師大創校的三學院之一，創院當時設有輔導學系、特殊教育學系、國文學系、英語學系、美術學系、地理學系及教育研究所等七個系所，但在民國89年10月，英語學系、國文學系、美術學系、地理學系改隸成立文學院。現底下有輔導與諮商學系、特殊教育學系、教育研究所與復健諮商研究所，共2個學系2個研究所，以及師資培育中心、教師研習中心等單位。
目前教育學院位於彰師大進德校區的明德館、湖濱館與至善館等。

## 院系設置[3]
- 教育學院
  - 教育研究所
    - 教育創新與人力發展碩士在職專班
    - 教育與學校行政碩士在職專班
    - 教育學回流碩士在職專班
    - 教育學暨學校行政馬來西亞境外碩士在職專班

  - 復健諮商研究所
  - 特殊教育學系暨碩士班
    - 資賦優異碩士班
    - 輕度障礙教育碩士班
    - 特教教學碩士在職專班

  - 輔導與諮商學系暨碩士班
    - 大學部學校輔導與諮商組
    - 大學部社區輔導與諮商組
    - 婚姻與家族治療碩士班
    - 心理健康與諮詢碩士在職專班
    - 輔導活動教學碩士在職專班
    - 馬來西亞華文在職進修輔導與諮商境外碩士專班

## 重要系所簡介

### 輔導與諮商學系
國立彰化師範大學輔導與諮商學系創立於1971年，是彰師大最早成立的校系之一，同時也是全臺灣各大學中最早設立之輔導與諮商相關科系，直到彰師大創立輔諮系後臺師大等校才相繼成立輔導與諮商相關科系，目前大學部分成學校輔導與諮商組以及社區輔導與諮商組。

### 特殊教育學系
彰師大特殊教育學系成立於1975年，亦為全臺灣第一個創設有關特殊教育的系所，該系在學校尚未改大前學生即已全部享有公費，初期只招收專科生，後來因素質不良的因素改招普通高中生，在1994年教育改革後，公費生逐漸減少，至2002年全數已均為自費生。
彰師大特教系在學術研究上獲得科技部肯定，其出版的特殊教育學報被收錄於臺灣人文及社會科學期刊（TSSCI）。
特教系底下共附設有資賦優異碩士班、輕度障礙教育碩士班2個碩士班。

## 外部連結
國立彰化師範大學教育學院 （页面存档备份，存于）